# Nyaya
Nyaya (Sanskriet:  न्याय, nyā-yá) is een van de zes orthodoxe of astika filosofische scholen (darsana's) van het hindoeïsme, in het bijzonder de school van de logica.
De nyaya-school voor filosofische speculatie baseert zich op de Nyaya-Soetra. De Nyaya Soetra-tekst is te boek gesteld onder Aksapada Gautama. Deze leefde in de vijfde en vierde eeuw voor de jaartelling. De belangrijkste bijdrage van deze school is haar methodologie. Die is gebaseerd op een systeem van logica dat vervolgens door de meeste andere Indiase scholen, ook de niet-orthodoxe, werd overgenomen, ongeveer zoals gesteld kan worden dat de westerse wetenschap, religie en filosofie grotendeels is gebaseerd op de Aristotelische logica.
Maar nyaya is geen logica omwille van de logica alleen. Volgelingen meenden dat het verkrijgen van valide kennis de enige manier was om zich te kunnen vrijmaken van het lijden. Zij spanden zich daarom enorm in om aan valide bronnen van kennis te komen en die te onderscheiden van foutieve opvattingen. Volgens de nyaya-school zijn er exact vier bronnen van kennis (pramana's):
- waarneming (pratyaksa)
- gevolgtrekking (anumana)
- vergelijking (upamana)
- getuigenis (sabda)

De kennis die door elk van deze bronnen verkregen wordt kan natuurlijk vals of valide zijn en de nyaya-geleerden getroostten zich veel moeite om voor ieder geval uit te maken wat nodig was om kennis valide te maken, waarbij ze tevens een serie verklarende schema's opstelden. Zo bezien is de nyaya waarschijnlijk de oosterse tegenhanger van de tegenwoordige westerse analytische filosofie.
Nyaya kan beschouwd worden als een systematische begeleidingsprocedure voor het juiste denkproces.
In de veertiende eeuw werd navya-nyaya mede gebaseerd op nyaya.